# هنری هایملیش
دکتر هنری یودا هایملیش (به آلمانی: Henry J.Heimlich) (زاده ۳ فوریه ۱۹۲۰ - درگذشته ۱۷ دسامبر ۲۰۱۶) پزشکی آمریکایی است که به‌خاطر ابداع روش فشار شکمی یا مانور هایملیش برای خارج نمودن اشیا خارجی وارد شده در مجاری تنفسی بیمار، شناخته شده‌است.
او جراح قفسه سینه و مدیر بخش جراحی بیمارستان یهودیان سینسیناتی آمریکا بود.
رونالد ریگان، رئیس‌جمهور سابق آمریکا، شر خواننده سرشناس آمریکایی و الیزابت تیلور بازیگر هالیوود با این روش نجات پیدا کردند.
فشار بر دیافراگم شکم یا مانور هایملیش روشی اورژانسی است که در کلاس‌های کمک‌های اولیه برای نجات جان کودکان و بزرگسالان از خفگی ناشی از بلعیدن به آموزش داده می‌شود.
دکتر هایملیش در سال ۱۹۷۴ مانور هایملیش را ابداع کرد. این مانور زمانی انجام می‌شود که یک جسم خارجی، معمولاً تکه غذا، به جای مری وارد نای می‌شود و راه تنفس را می‌بندد.
مانور هایملیش که به سادگی می‌توان آن را به همگان آموزش داد به یکی از تکنیک‌های اصلی آموزش کمک‌های اولیه در سراسر دنیا تبدیل شده‌است و همچنان روشی کارآمد است.
تخمین زده‌اند که مانور هایملیش تا به حال فقط در آمریکا جان صد هزار نفر را نجات داده‌است.
دکتر هایملیش در ۱۷ دسامبر ۲۰۱۶ در سن ۹۶ سالگی در شهر سینسیناتی اوهایو درگذشت.